# Halligudi, Mundargi
Halligudi là một làng thuộc tehsil Mundargi, huyện Gadag, bang Karnataka, Ấn Độ.